# Serge Garde
Pour les articles homonymes, voir Garde.
Serge Garde, pseudonyme de Serge Gardebled, né le 17 août 1946 à Paris, est un journaliste et documentariste français.

## Biographie
Professeur de français et histoire-géographie, Serge Garde devient ensuite journaliste d'investigation jusqu'à sa retraite au quotidien L'Humanité, où il traite des faits divers. Il a travaillé également pour la télévision (FR3 et M6).
En février 2000, il publie un article dans L'Humanité à partir d'un fichier établi par la police hollandaise. Selon Serge Garde lui-même,, il aurait reçu un CD pédopornographique de la part de Marcel Vervloesem. Il aurait attendu un an avant de le partager, en ayant pris soin de supprimer les données compromettantes pour la justice française, lors de la parution de son livre Le Livre de la honte, coécrit avec Laurence Beneux, journaliste au Figaro, qui dénonce le laxisme qui sévirait autour des « réseaux pédophiles ». Finalement, la justice française prononce un non-lieu sur cette affaire en 2003.
Il a consacré divers autres ouvrages à la pédocriminalité et à la lutte à son encontre. Il a apporté son concours à la rédaction du livre de Chérif Delay, Je suis debout. L'aîné des enfants d'Outreau sort du silence,, à propos de l'affaire d'Outreau.
Dans l'affaire de l'explosion de la maison des Têtes de Toulon, il estime qu'il existe un « faisceau de présomptions qui font du missile fou l’hypothèse la plus probable ».

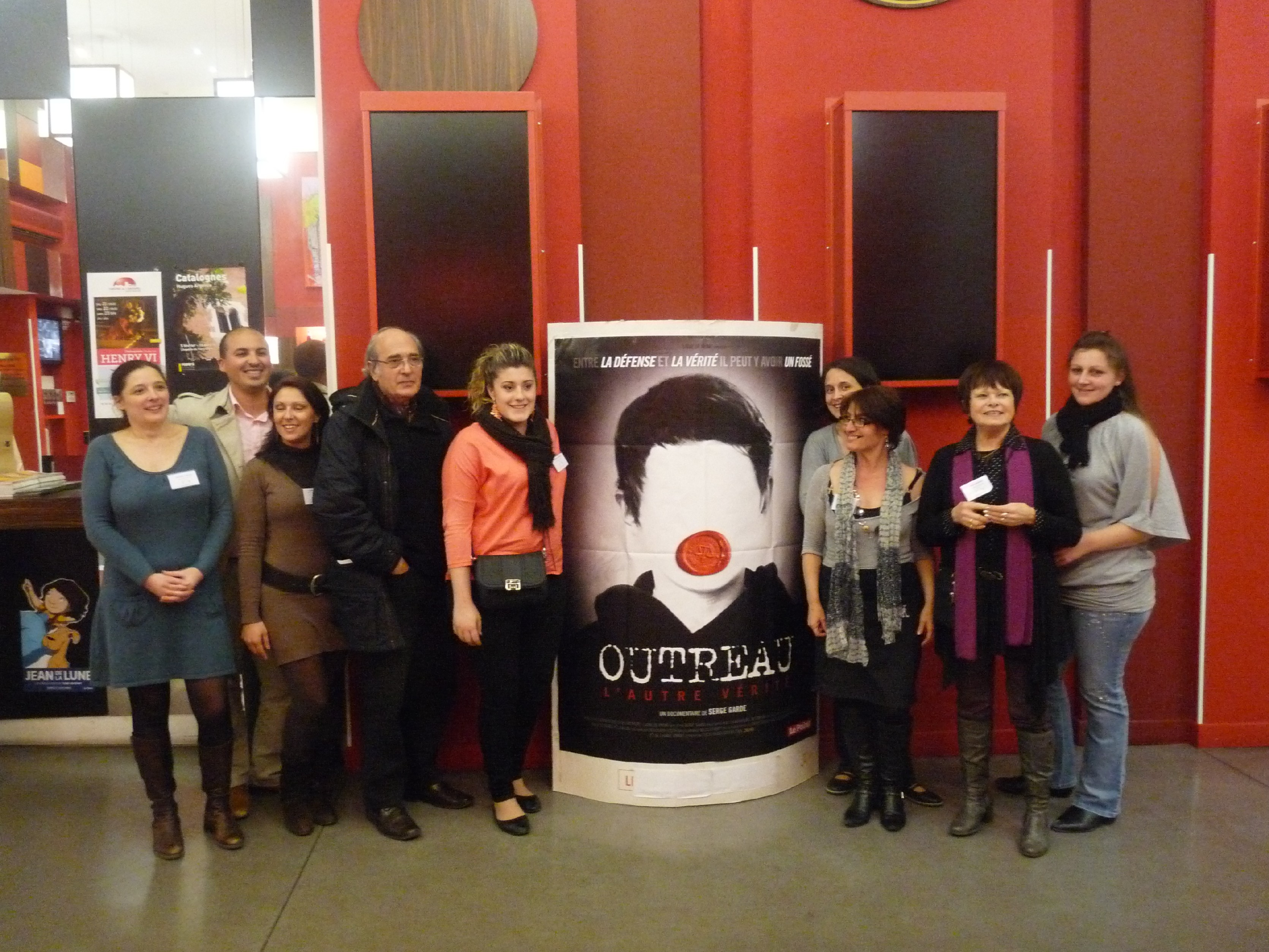
Serge Garde et l'association Il faudra leur dire au lancement du film Outreau, l'autre vérité à Perpignan - Mars 2013.

En 2013, il réalise un documentaire sur l'affaire d'Outreau intitulé Outreau, l'autre vérité,, où, comme pour le livre de Chérif Delay, il reprend notamment l'analyse et les positions de la psychologue clinicienne Marie-Christine Gryson-Dejehansart, principale experte psychologue de l'affaire, auteure du livre Outreau, la vérité abusée, 12 enfants reconnus victimes,. Le film est reçu de manière controversée : si l'un des journalistes interviewés, Jean-Michel Décugis du Point, estime que « le pouvoir politique se serait servi de l'affaire d'Outreau pour essayer de remettre en cause la légitimité du juge d'instruction », d'autres critiques parlent de « réquisitoire contre l'acquittement des suspects » ou de « théorie du complot ». Éric Dupond-Moretti, avocat de l'une des personnes acquittées, et ayant refusé de témoigner dans le film, parle de « film poisseux et visqueux » et de « loterie de la culpabilité ».
En 2017, quoiqu'avec des réserves, il décide de soutenir la France insoumise et son candidat Jean-Luc Mélenchon pour l'élection présidentielle.

## Œuvre
- L'Industrie du sexe, Temps Actuels, 1987
- Affaire Grégory, autopsie d'une enquête, Messidor, 1990
- Les Beaux Jours du crime, avec Jean de Maillard, Plon, 1992
- Sans homicide fixe, Denoël, Sueurs froides, 1998 (Grand prix de littérature policière 1998)[19]
- Le Livre de la honte : les Réseaux pédophiles, avec Laurence Beneux, Le Cherche midi, 2001 : livre sur l'affaire de Zandvoort
- Il rôde encore parmi nous... Une profileuse sur les traces d'un tueur en série, avec Carine Hutsebaut, Éditions du Seuil, 2004
- Guide du Paris des faits divers du Moyen Âge à nos jours, avec Valérie Mauro et Rémi Gardebled, Le Cherche midi, 2004
- Enquête sur une société qui consomme des enfants, avec Homayra Seillier, Le Cherche midi, 2008
- Le Collectionneur de mémoires, Le Cherche midi, 2009[19]

## Film
- 2013 : Outreau, l'autre vérité.

## Prix
- Grand prix de littérature policière 1998 pour Sans homicide fixe[20]